# Clan Sweeney

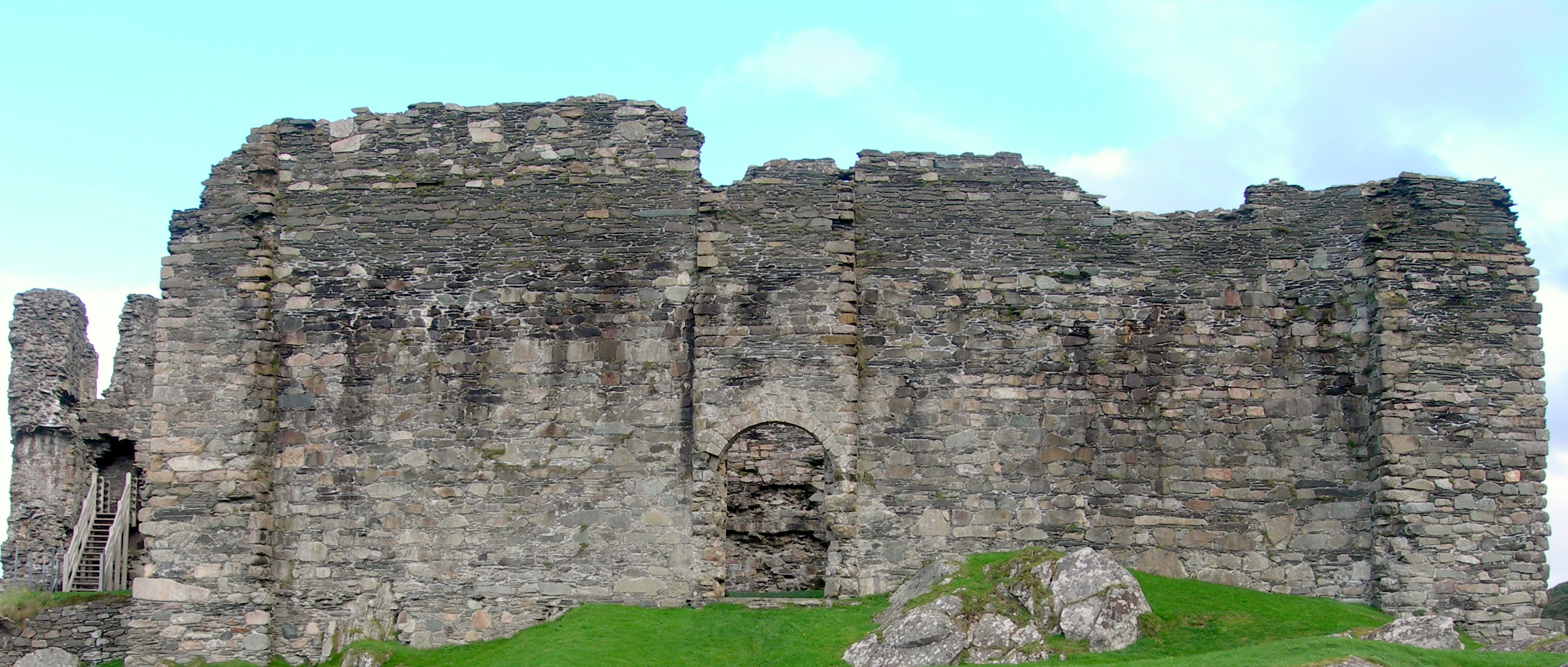
Le château de Sween.

Le clan Sweeney est un clan irlandais d'origine écossaise. Il ne s'établit de façon permanente en Irlande que vers le début du XIVe siècle, lorsqu'ils devinrent des soldats gallowglass (c'est-à-dire l'élite mercenaire des Norvégiens-Gaëls) pour la dynastie O'Donnell (en) du royaume de Tyrconnell. Le clan déclare avoir un ancêtre irlandais, Ánrothán O'Neill, fils d'Áed, à son tour fils de Flaithbertach Ua Néill, roi de Cenél nEógain qui décéda en 1036. À travers cette descendance, le clan peut aussi prétendre être héritier de Niall Noigiallach, personnage semi-historique de la mythologie celtique irlandaise.

## Leabhar Clainne Suibhne
Leabhar Clainne Suibhne (« le livre du clan Mac Sween ») est le titre d'un manuscrit de Donegal du XVIe siècle écrit en irlandais. Ce livre, contenant une grande quantité d'informations religieuses, est également intéressant pour son histoire du clan. Il se trouve actuellement dans la bibliothèque de l'Académie royale d’Irlande (sous la référence MS No. 475). Il est écrit dans ce manuscrit qu'après la mort d'Áed, son fils Ánrothán O'Neill fut choisi comme roi plutôt que son frère aîné Domnall, qui était l'héritier légitime. Ánrothán laissa néanmoins la royauté à son frère et partit pour la région écossaise d'Argyll, où il épousa une fille du roi d'Écosse. Il eut un fils, Dunsleve O'Neill, qui eut lui-même un fils nommé Suibhne à partir duquel découle le nom du clan. L'histoire donne également Dunsleve comme ancêtre commun à de nombreux autres clans tels que les MacLachlan (en), MacSorley, Macqueen (en) et MacEwen (en). Certains[Qui ?] pensent que cette histoire est faite de toutes pièces afin de donner au clan une descendance prestigieuse le liant aux rois milesiens d'Irlande, c'est-à-dire les premiers humains à avoir débarqué sur l'île d'après la mythologie, mais d'autres historiens considèrent cette histoire comme n'étant pas improbable. Selon les versions fournies par les clans, il peut se trouver certains ancêtres intermédiaires.

## Les MacSween d'Écosse
Au XIIIe siècle, les MacSween contrôlaient des terres à travers le centre de l'Argyll, allant du Loch Awe au nord jusqu'au Loch Fyne au sud. Leurs principales places fortes étaient le château de Lochranza sur l'île d'Arran, le château de Skipness et le château de Sween à Knapdale, ce dernier pouvant être le plus ancien château d'Écosse en pierre à avoir été conservé jusqu'à l'ère contemporaine. Les MacSween furent seigneurs de Knapdale et des terres de Kintyre jusqu'en 1262. Cette année-là, Dugall MacSween fit don à Walter Bailloch, comte de Menteith, des terres de Skipnish (Skipness), Killislate ainsi que d'autres, constituant le sud de Knapdale et la paroisse de Kilcalmonell (en) dans le Kintyre. De plus, le comte reçu le château de Lochranza en don la même année d'Alexandre III d'Écosse. Par la suite, le comte fit don de plusieurs églises de Knapdale au monastère de Kilwinning, montrant qu'il avait pris le contrôle du sud comme du nord de Knapdale.
En 1263, Håkon IV de Norvège navigua vers la côte ouest de l'Écosse avec une flotte d'invasion venant de Norvège. Cette flotte royale permit de rétablir le contrôle des Norvégiens sur Argyll et les Hébrides extérieures, et les forces du roi de Norvège furent renforcées par les insulaires. Parmi ceux qui se mirent à son service se trouvaient les MacSween de Knapdale, dont le chef était Murchadh MacSween. Les MacSween semblent avoir été d'une loyauté douteuse car ils furent contraints de livrer des otages comme garantie de leur soutien. Haakon "donna" Arran à Murchadh mais l'invasion norvégienne fut défaite à la bataille de Largs.
Le comte de Menteith contrôlait toujours Knapdale en 1293 et, en 1301, Knapdale était détenue par son successeur John de Menteith. Ce fut à ce moment que John MacSween approcha Édouard Ier d'Angleterre, affirmant que John de Menteith, l'un des ennemis du roi, avait dépossédé MacSween de son héritage. Entre 1301 et 1310, John MacSween fut souvent au service des Anglais dans l'espoir de conserver les revendications de sa famille contre les Menteith.
Après la mort d'Alexandre III d'Écosse en 1286, sa jeune fille Marguerite devient reine puis décède quatre ans plus tard, laissant le trône d'Écosse sans héritier clair. Les MacSween comptaient alors parmi les partisans des puissants MacDougall qui régnaient sur la région de Lorne et l'île de Mull en Argyll. Les MacDougall soutenaient les prétentions de Jean Balliol sur le trône tant qu'il fut roi d'Écosse. En 1306, Robert Bruce assassina John III Comyn, neveu du roi Jean, et la guerre civile éclata. Les Balliol et Comyn ainsi que leurs partisans se positionnèrent du côté des Anglais, s'opposant à Bruce qui fut couronné roi d'Écosse le 25 mars 1306. Les alliances changeant fréquemment durant cette période, John MacSween fut allié avec Aonghas Óg contre les MacDougall en 1301. En 1307, les MacDougall étaient encore parmi les plus durs ennemis de Robert Bruce, et l'homme commandant la rébellion contre Bruce était John de Menteith. En 1310, Robert Bruce contrôlait l'essentiel d'Argyll et du canal du Nord et les Anglais encouragèrent John MacDougall, évincé de Lorne (en), à lever une flotte l'année suivante, basée sur la côte est de l'Irlande. MacDougall fut aidé en partie par les MacSween, comptant John et ses frères Toirdelbach et Murdoch. Ce fut vers 1310 qu'Édouard II d'Angleterre accorda enfin à John et ses frères les terres ancestrales de leurs familles de Knapdale, mais à condition qu'ils puissent les reprendre à John de Menteith. Il est par conséquent possible que la levée de la flotte puisse avoir été le « rendez-vous de la flotte contre le Château de Sween » écrit dans le Book of the Dean of Lismore qui relate la tentative ratée par John MacSween de reprendre le château. Devant cet échec, les MacSween furent contraints de partir pour l'Irlande.